# Барведель
Барведель (нім. Barwedel) — громада в Німеччині, розташована в землі Нижня Саксонія. Входить до складу району Гіфгорн. Складова частина об'єднання громад Больдеккер-Ланд.
Площа — 19,8 км2. Населення становить 1028 ос. (станом на 31 грудня 2021).

## Галерея

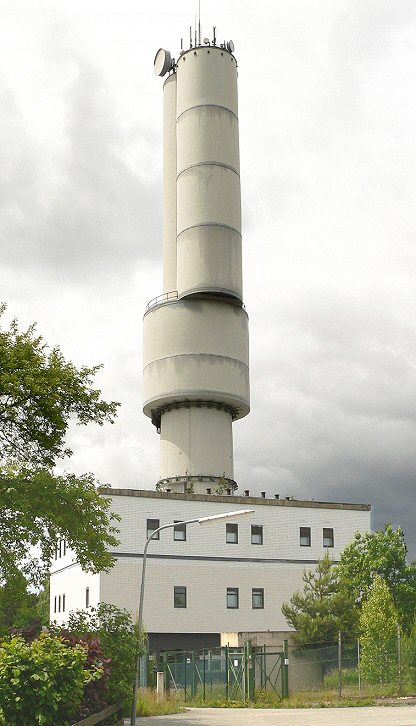